# Bagneux–Lucie Aubrac metróállomás
Bagneux–Lucie Aubrac egy metróállomás Franciaországban, Párizsban a párizsi metró 4-es metróvonalán. Tulajdonosa és üzemeltetője a RATP.

## Metróvonalak
Az állomást az alábbi metróvonalak érintik:
- 4-es metróvonal
- 15-ös-metróvonal (építés alatt)

## Kapcsolódó állomások
A metróállomáshoz az alábbi állomások vannak a legközelebb:
- Barbara metróállomás (Porte de Clignancourt, 4-es metróvonal)
- Châtillon - Montrouge (Pont de Sèvres, 15-ös-metróvonal, építés alatt)
- Arcueil - Cachan (Noisy - Champs, 15-ös-metróvonal, építés alatt)